# Juan Faro
Juan Faro Barros, mais conhecido por Juan Faro, (Pontevedra, 1987), é dos influencers mais populares de Espanha.
Nasceu na cidade de Pontevedra. Tem 2 irmãs, ambas mais velhas. Sendo que a irmã mais velha trabalha consigo. 
Antes de ser um reconhecido Influencer, Juan Faro foi Policia Nacional. Seu sonho de pequeno, tornar-se agente, realizou-se decorriam os anos de 2008 e 2009. Foi nessa época que surgiu o seu gosto pelo mundo do Fitness, pois costumava acompanhar a sua ex-namorada nas competições. Escolhendo a categoria de Fitness, pois sentia-se mais confortável em competir de bermudas. 
A competição nas categorias de Fitness, valeram-lhe títulos e prestigio internacional. Foi o primeiro atleta espanhol a ganhar o Cartão Profissional para competir nos EUA.
O seu reconhecimento enquanto atleta rapidamente surgiu e marcas de grande prestigio, como a Prozis, apostaram em si, passando a ser a publicidade a marcas a sua principal fonte de rendimento. Abandonando a policia nacional em 2017. 
Além de ser criador de conteúdos nas redes socais, onde partilha suas rotinas de alimentação, fitness e vida quotidiana, é também empresário. Em 2022 abriu o seu próprio ginásio, de nome Elenium, com 1200m2, com máquinas vanguardistas onde irá dar treinos privados. E onde servirá também como centro de gravações de conteúdos para as suas redes sociais.
A sua veia empreendedora continuou a dar frutos, em Fevereiro de 2022, fez o lançamento da sua recente app de treinos (JFPRO), a sua app agrega planos de treino e de alimentação para os subscritores.

## Redes Sociais
- Site
- Instagram
- Youtube